# Yang Bin
Yang Bin (chiń. 杨斌; ur. 10 lipca 1989) – chiński zapaśnik w walczący w stylu klasycznym. Olimpijczyk z Rio de Janeiro 2016, gdzie zajął dziewiąte miejsce w kategorii 75 kg.
Ósmy na mistrzostwach świata w 2013. Brązowy medalista igrzysk azjatyckich w 2018 i jedenasty w 2014. Złoty medalista mistrzostw Azji w 2018, a brązowy w 2014 i 2017 roku.
Absolwent Shandong University.